# Водонасиченість гірських порід
Водонаси́ченість гірськи́х порі́д (рос. водонасыщенность, англ. water saturation of rock; нім. Wassersättigung der Gesteine,  Wassersättigungsgrad) — міра заповнення порового простору, пустот і тріщин гірських порід водою. 

## Загальний опис
Водонасиченість в природних умовах відповідає вологості гірських порід. Максимальна водонасиченість гірських порід визначається їх повною вологоємністю.
Коефіцієнт вологонасиченості (Квн) визначають як відношення маси води, що насичує породу при звичайній температурі і тиску, до маси поглиненої води, що нагнітається в породу під тиском до 15 МПа. У повітряно-сухих порід Квн менше 0,5, у вологих 0,5-0,8, у повністю водонасичених 1,0.
Водонасиченість гірських порід залежить від гідрогеологічного режиму, мінерального складу, характеру порового простору тощо. У нафтогазоносних районах водонасиченість зумовлює характер розподілу флюїдів у породах, їх рухливість у масивах, ефективність вилучення нафти і газу з порід.
Якщо змочуваність породи відома з даних зміщеного басейну, можна встановити деякі обмеження для насиченості. Насичення водою, що не зменшується, становить менше 15% у нафтових породах і більше 20% у вологих породах. Продуктивні зволожені водою пісковики зазвичай мають незнижувальну водонасиченість від 20% до 40%.
Розрізняють: початкову, поточну і кінцеву водонафтогазонасиченість. Значення насиченості гірських порід флюїдами і газом визначають лабораторним методом і геофізичними методами та використовують у підрахунку запасів нафти і газу, контролі та регулюванні за розробкою нафтових і газових родовищ та при оцінці технологічної ефективності застосовуваних методів збільшення нафтогазоконденсатовіддачі пластів.

## Інтернет-ресурси
- Basic Rock and Fluid Properties. Richard Wheaton, in Fundamentals of Applied Reservoir Engineering, 2016. https://www.sciencedirect.com/topics/engineering/irreducible-water-saturation [Архівовано 8 грудня 2021 у Wayback Machine.]

| Гідрологія | Це незавершена стаття з гідрології. Ви можете допомогти проєкту, виправивши або дописавши її. |